# Casa 69
Casa 69 è il quinto album in studio del gruppo italiano Negramaro, pubblicato il 16 novembre 2010 dalla Sugar Music.

## Descrizione
L'album, anticipato dal singolo Sing-hiozzo, è stato prodotto da Dave Botrill, che ha già prodotto dischi con band di successo come i Muse e i Placebo. L'album, a detta degli stessi componenti della band, è come un'intermediazione tra Mentre tutto scorre, il disco che ha portato la band salentina al successo, e La finestra, l'album della conferma e dell'affermazione nel panorama pop italiano. Sempre a detta della band, l'album è un viaggio attraverso l'"Io" e la riflessione personale.
Il primo singolo ufficiale, pubblicato il 29 ottobre 2010, è Sing-hiozzo, ma alcune radio hanno deciso in modo indipendente di programmare altri brani come Basta così (che vede la collaborazione di Elisa) e Io non lascio traccia, entrambi usciti successivamente come singoli ufficiali. Il primo dei due, eseguito in collaborazione con Elisa, ha raggiunto la posizione 7 nella classifica dei singoli più venduti in Italia. Sono seguiti: Voglio molto di più, pubblicato il 21 gennaio 2011 insieme al film Vallanzasca - Gli angeli del male, della cui colonna sonora fa parte, Basta così, uscito il 15 aprile 2011 e certificato disco d'oro con più di 15 000 copie vendute, Io non lascio traccia, pubblicato il 9 settembre 2011, e Londra brucia, uscito il 27 gennaio 2012.

### Edizioni speciali
Nella Special Edition oltre alle sedici canzoni si trovano anche due tracce bonus e un CD con la colonna sonora del film di Michele Placido Vallanzasca - Gli angeli del male, un DVD con dei backstage e il video di Sing-hiozzo in 2D e 3D insieme a degli occhialini per la visione stereoscopica, e un booklet di 54 pagine con i testi delle canzoni e alcune foto della band salentina a Toronto. La Limited Edition è un'edizione in vinile limitata e numerata composta da due dischi. Quest'edizione include le tracce bonus ed è stampata in due versioni: una su vinile rosso e una su vinile bianco. La versione iTunes LP include anch'essa le tracce bonus, oltre a due video bonus.

## Tracce
Testi e musiche di Giuliano Sangiorgi.
1. Io non lascio traccia - 4:05
2. Sing-hiozzo - 4:11
3. Se un giorno mai - 4:00
4. Quel matto son io - 4:22
5. Dopo di me - 3:55
6. Basta così (feat. Elisa) - 5:59
7. Voglio molto di più - 3:34
8. Casa 69 - 5:36
9. Manchi - 3:25
10. Apollo 11 - 2:50
11. Luna - 3:12
12. Londra brucia - 6:51
13. Senza te - 3:51
14. È tanto che dormo? - 4:11
15. Polvere - 4:18
16. Il gabbiano - 4:03

Tracce bonus nella Special Edition
1. Lacrime - 4:22
2. Comunque vadano le cose (scusa Mimì) - 5:16

DVD bonus nella Special Edition
1. Toronto: Making of Casa 69
2. Sing-hiozzo: Video 2nd and 3rd

## Formazione
Gruppo
- Giuliano Sangiorgi – voce, chitarra, pianoforte
- Emanuele Spedicato – chitarra
- Ermanno Carlà – basso
- Andrea Mariano – pianoforte, tastiera, sintetizzatore, programmazione; arrangiamenti strumenti a fiato in Londra brucia
- Danilo Tasco – batteria, percussioni
- Andrea De Rocco – campionatore, organetto

Altri musicisti
- Mauro Pagani – arrangiamenti archi
- Edodea Ensemble – archi
- Peter Cardinelli – arrangiamenti strumenti a fiato (eccetto in Londra brucia)
- John Johnson – flicorno tenore
- Steve McDade – tromba
- Terry Promane – trombone
- Bardhyl Gjevori – corno
- James MacDonald – corno

## Successo commerciale
L'album ha subito riscontrato molto successo. Poco dopo l'uscita, è volato in vetta alle classifiche di vendita di iTunes, superando anche la versione digitale dei dischi dei Beatles, pubblicata per la prima volta in quegli stessi giorni.
Il disco al 25 aprile 2012 ha ottenuto il quadruplo disco di platino per le oltre 200 000 copie vendute. Inoltre prima della sua pubblicazione ha ottenuto il doppio disco di platino (più di 135 000 copie) con le sole prenotazioni.
Dopo 92 settimane, quindi un anno e dieci mesi dall'uscita, Casa 69 si trova alla posizione numero #76 della classifica FIMI. La prima volta dalla pubblicazione che l'album esce dalle prime 50 posizioni della classifica è dopo 56 settimane dall'uscita.

## Classifiche
| Classifica (2010) | Posizione massima |
| ----------------- | ----------------- |
| Italia            | 1                 |

### Classifiche di fine anno
| Classifica (2010) | Posizione |
| ----------------- | --------- |
| Italia            | 7         |
| Classifica (2011) | Posizione |
| Italia            | 17        |
| Classifica (2012) | Posizione |
| Italia            | 86        |